# Cyrtodactylus tebuensis
Espèce
Cyrtodactylus tebuensis est une espèce de geckos de la famille des Gekkonidae.

## Répartition
Cette espèce est endémique du Terengganu en Malaisie.

## Étymologie
Son nom d'espèce, composé de tebu et du suffixe latin -ensis, « qui vit dans, qui habite », lui a été donné en référence au lieu de sa découverte : le Gunung Tebu.

## Publication originale
- Grismer, Anuar, Muin, Quah & Wood, 2013 : Phylogenetic relationships and description of a new upland species of Bent-toed Gecko (Cyrtodactylus Gray, 1827) of the C. sworderi complex from northeastern Peninsular Malaysia. Zootaxa, no 3616 (3), p. 239–252.